# Parnassius patricius
Parnassius patricius — дневная бабочка семейства Парусники (Papilionidae). Один из самых мелких видов рода. 

## Ареал
Тибетско-Тяньшанский эндемик, с прерывистым ареалом.  В Казахстане встречается на хребтах Заилийского и Кюнгёй-Ала-Тоо. 

## Биология
Обитает на предгребневых каменистых склонах с редкой растительностью и выходами скальных пород на высотах 2900-4200 м н.у.м. Вид встречается локально и редко.  Бабочки летают в июне–августе. Кормовые растения – Corydalis tenella и Cysticorydalis fedtschenkoana (Fumariaceae).

## Охрана
Вид занесён в Красную книгу Казахстана, как «редкий вид»